# Tachytrypane jeffreysii
Tachytrypane jeffreysii är en ringmaskart som beskrevs av McIntosh 1879. Tachytrypane jeffreysii ingår i släktet Tachytrypane och familjen Opheliidae. Arten har ej påträffats i Sverige. Inga underarter finns listade i Catalogue of Life.